# Peščenik
Peščenik je naselje v Občini Ivančna Gorica. V zgodovinih se uporablja tudi nemško poimenovanje Sandberg.